# Berkley, Michigan
Berkley, Michigan je grad u američkoj saveznoj državi Michigan. Grad upravo pripada okrugu Oakland. U gradu postoje mnoge crkve, raznih religija, a najveća je Rimokatolička crkva Gospe od La Salette.

## Stanovništvo
Prema popisu stanovništva iz 2000. godine grad je imao 15.531 stanovnika, 6.678 domaćinstava i 4.020 obitelji koje su živjele na području grada, prosječna gustoća naseljenosti bile je 2.288 stan./km².
Prema rasnoj podjeli u gradu živi najviše bijelca koji ima 96,09%, afroamerikanaca ima 0,70%, azijata ima 1,03%, dok indijanaca ima 0,24%.

## Vanjske poveznice
- Službene stranice grada